# Collix praetenta
Collix praetenta là một loài bướm đêm trong họ Geometridae.